# Josué Jean Philippe Valeton (1814-1906)
Josué Jean Philippe Valeton (Den Haag, 28 augustus 1814 - 8 februari 1906, Utrecht) was een Nederlandse hoogleraar aan de Rijksuniversiteit Groningen.

## Leven en werk
Valeton werd in 1814 geboren als zoon van de ambtenaar Jean Elie Valeton en van Marie Catharina Hartz. Zijn ouders overleden al voor zijn elfde levensjaar. Hij verbleef tijdens zijn kinderjaren op een kostschool te Voorschoten en bij een rector in Delft. Hij studeerde theologie aan de Universiteit Leiden. Na zijn studie was hij van 1840 tot 1845 predikant van de Waalse gemeente in Middelburg. Van 1845 tot 1877 was hij hoogleraar Hebreeuwse oudheden en spraakkunst, vergelijkende Semitische taalkunde en behandeling oude testament. Van 1877 tot 1884 was hij hoogleraar Israëlitische letterkunde, uitlegging oude testament en geschiedenis van de Israëlitische godsdienst aan de Rijksuniversiteit van Groningen. Valeton behoorde tot de stroming van de ethische theologie.
Valeton was ook maatschappelijk actief. Samen met Adama van Scheltema en jkvr. Magdelena Wilhelmina de Ranitz was hij een van de grondleggers van de geheelonthoudersbeweging in Nederland. Zij richtten in 1881 de Nationale Christen-Geheelonthouders Vereeniging op. Daarvoor hadden De Ranitz en Valeton, samen met enkele medestanders, al in 1863 Groningen het "Christelijk Kluftverbond in de tweede kluft tot Onthouding van alle Bedwelmende Dranken" opgericht. Daarnaast ijverde Valeton voor het realiseren van christelijk onderwijs in Nederland.
Valeton was tweemaal getrouwd. Op 2 juli 1840 trouwde hij te Leiden met zijn nicht Jeanne Marie Josine Scheidius. Zijn eerste vrouw overleed op 7 april 1844 in Middelburg. Hij hertrouwde op 2 maart 1846 in Groningen met Sara Maria Gouverneur, dochter van de predikant Mattheus Goeverneur. Uit zijn eerste huwelijk werden drie kinderen geboren en uit zijn tweede huwelijk zeven kinderen. Na zijn emeritaat in 1884 vestigde hij zich achtereenvolgens in Amersfoort en in Utrecht. Hij overleed in februari 1906 op 91-jarige leeftijd in zijn woonplaats Utrecht.
Zijn gelijknamige zoon Josué Jean Philippe Valeton werd hoogleraar en rector magnificus magnificus van de rijksuniversiteit Utrecht. Een andere zoon, Isaäc Marinus Josué Valeton, werd hoogleraar in Amsterdam.

## De naam Valeton
De naam Valeton stamt uit de Dordogne. Het is een Franse verbastering van de wijdverbreide Engelse naam Walton. De Engelsen waren tijdens de Honderdjarige Oorlog (1337-1453) tot in de Dordogne doorgedrongen.